# Tetsushi Tanaka
Pour les articles homonymes, voir Tanaka.
Tetsushi Tanaka (田中 哲司, Tanaka Tetsushi), né le 18 février 1966, à Suzuka, dans la préfecture de Mie au Japon, est un acteur japonais.

## Biographie
- Formation : Université Nihon
- Conjoint : l'actrice et chanteuse Yukie Nakama (depuis 2014)

## Filmographie sélective

### Au cinéma
- 2001 : Le Chemin des lucioles (ホタル, Hotaru?) de Yasuo Furuhata : Suzuki
- 2003 : Get Up!  de Kazuyuki Izutsu
- 2003 : La Mort en ligne de Takashi Miike
- 2004 : Umizaru  de Eiichirō Hasumi
- 2004 : 69 de Lee Sang-il
- 2005 : Veronika Decides to Die  de Kei Horie
- 2005 : Into a Dream  de Sion Sono
- 2006 : Limit of Love: Umizaru  de Eiichirō Hasumi
- 2007 : Exte  de Sion Sono
- 2007 : Closed Note de Isao Yukisada
- 2008 : Sakigake!! Otokojuku  de Tak Sakaguchi
- 2011 : Rebirth  de Izuru Narushima :  Takehiro Akiyama
- 2012 : Outrage Beyond  de Takeshi Kitano :  Funaki
- 2013 : Midsummer's Equation  de Hiroshi Nishitani :  Keiichi Esaki
- 2013 : Tel père, tel fils (そして父になる, Soshite chichi ni naru) de Hirokazu Kore-eda
- 2015 : Flying Colors de Nobuhiro Doi :  Sayaka's Father
- 2017 : The Tokyo Night Sky Is Always the Densest Shade of Blue

### À la télévision
- 2012 : Shokuzai (série télévisée) : Toshio Adachi